# Falck
|  | Per a altres significats, vegeu «Johan Peter Falck». |

Falck (fràncic lorenès Falk) és un municipi francès situat al departament del Mosel·la i a la regió del Gran Est. L'any 2007 tenia 2.591 habitants.

## Demografia

### Població
El 2007 la població de fet de Falck era de 2.591 persones. Hi havia 1.082 famílies, de les quals 284 eren unipersonals (132 homes vivint sols i 152 dones vivint soles), 393 parelles sense fills, 333 parelles amb fills i 72 famílies monoparentals amb fills.
La població ha evolucionat segons el següent gràfic:
Habitants censats

### Habitatges
El 2007 hi havia 1.174 habitatges, 1.107 eren l'habitatge principal de la família, 6 eren segones residències i 61 estaven desocupats. 911 eren cases i 261 eren apartaments. Dels 1.107 habitatges principals, 846 estaven ocupats pels seus propietaris, 235 estaven llogats i ocupats pels llogaters i 26 estaven cedits a títol gratuït; 8 tenien una cambra, 59 en tenien dues, 125 en tenien tres, 264 en tenien quatre i 651 en tenien cinc o més. 915 habitatges disposaven pel capbaix d'una plaça de pàrquing. A 462 habitatges hi havia un automòbil i a 484 n'hi havia dos o més.

### Piràmide de població
La piràmide de població per edats i sexe el 2009 era:
| Homes | Edats   | Dones |
| ----- | ------- | ----- |
| 0     | 95 o +  | 3     |
| 1     | 90 a 94 | 5     |
| 7     | 85 a 89 | 11    |
| 7     | 80 a 84 | 25    |
| 32    | 75 a 79 | 41    |
| 47    | 70 a 74 | 72    |
| 66    | 65 a 69 | 84    |
| 69    | 60 a 64 | 67    |
| 60    | 55 a 59 | 54    |
| 106   | 50 a 54 | 83    |
| 126   | 45 a 49 | 124   |
| 120   | 40 a 44 | 125   |
| 109   | 35 a 39 | 104   |
| 86    | 30 a 34 | 73    |
| 93    | 25 a 29 | 66    |
| 78    | 20 a 24 | 80    |
| 78    | 15 a 19 | 96    |
| 74    | 10 a 14 | 98    |
| 48    | 5 a 9   | 53    |
| 50    | 0 a 4   | 41    |

## Economia
El 2007 la població en edat de treballar era de 1.718 persones, 1.169 eren actives i 549 eren inactives. De les 1.169 persones actives 1.040 estaven ocupades (593 homes i 447 dones) i 129 estaven aturades (52 homes i 77 dones). De les 549 persones inactives 188 estaven jubilades, 109 estaven estudiant i 252 estaven classificades com a «altres inactius».

### Ingressos
El 2009 a Falck hi havia 1.102 unitats fiscals que integraven 2.619,5 persones, la mediana anual d'ingressos fiscals per persona era de 17.415 €.

### Activitats econòmiques
Dels 72 establiments que hi havia el 2007, 4 eren d'empreses alimentàries, 2 d'empreses de fabricació d'altres productes industrials, 6 d'empreses de construcció, 19 d'empreses de comerç i reparació d'automòbils, 4 d'empreses de transport, 8 d'empreses d'hostatgeria i restauració, 2 d'empreses d'informació i comunicació, 2 d'empreses financeres, 1 d'una empresa immobiliària, 3 d'empreses de serveis, 13 d'entitats de l'administració pública i 8 d'empreses classificades com a «altres activitats de serveis».
Dels 17 establiments de servei als particulars que hi havia el 2009, 1 era una oficina de correu, 1 una oficina bancària, 1 funerària, 1 taller de reparació d'automòbils i de material agrícola, 1 autoescola, 1 paleta, 1 lampisteria, 1 electricista, 3 perruqueries, 4 restaurants i 2 salons de bellesa.
Dels 8 establiments comercials que hi havia el 2009, 1 era una botiga de més de 120 m², 3 fleques, 1 una fleca, 2 botigues d'equipament de la llar i 1 una joieria.
L'any 2000 a Falck hi havia 4 explotacions agrícoles.

## Equipaments sanitaris i escolars
El 2009 hi havia 1 centre de salut, 1 farmàcia i 2 ambulàncies.
El 2009 hi havia 1 escola maternal i 1 escola elemental. Falck disposava d'un col·legi d'educació secundària amb 283 alumnes.

## Poblacions més properes
El següent diagrama mostra les poblacions més properes.